# Pierre Dufau
Pour les articles homonymes, voir Dufau.
Pierre Dufau, né le 21 juin 1908 à Arras et mort le 26 septembre 1985 à Paris, est un architecte et urbaniste français. Il a été architecte  des bâtiments civils et palais nationaux.

## Biographie
(juin 2010).

### Jeunesse et formation
Pierre Dufau est le fils de l'ingénieur et architecte André Albert Dufau, qui participa à la reconstruction dans le département de la Somme durant l'entre-deux-guerres. En 1928, il participa, avec son frère André, aux Jeux olympiques d'Amsterdam. Élève au lycée d'Amiens, il poursuivit, à partir de 1929, ses études d'architecte à l'École nationale supérieure des beaux-arts au sein de l'atelier de Gabriel Héraud. Architecte DPLG en 1937, il fut premier second grand prix de Rome en 1938.
Mobilisé le 27 août 1939, il fut affecté aux pompiers de Paris à Asnières et démobilisé en 1940.

### La reconstruction d'Amiens
Le plan de reconstruction de la ville d'Amiens dont le centre ville avait été détruit par les bombardements de mai 1940, fut confié, après concours, à Pierre Dufau qui réalisa une première esquisse en octobre 1940. 
Il modifia le viaire, en prévoyant l'élargissement et le redressement des voies, des places et en créant de nouvelles. Il élargit à 20 mètres la rue des Trois-Cailloux, principale artère du centre ville, pour en faire le contrepoint de l'axe historique Nord-Sud (rue Saint-Leu / Rue Saint-Fuscien). L'architecture allia la brique et la pierre, matériaux traditionnels de la Picardie. Il occupa le poste d'architecte en chef de la reconstruction d'Amiens jusqu'en 1954. Il fut architecte en chef du MRU puis architecte conseil du ministère de la construction de 1950 à 1976 pour les départements de la Somme, du Cantal et de la Lozère, de la Haute-Garonne puis des Hauts-de-Seine.
Le réseau viaire d’une ville est le réseau formé par toutes les voies de circulation qui la desservent, des plus importantes (autoroutes urbaines, boulevards…) aux plus modestes (venelles, rues privées, impasses) en passant par tous les types de rues.

### Un architecte international
Lancé après guerre grâce à sa réflexion particulière sur les immeubles de bureau destinés aux sièges sociaux, matérialisée dans l'immeuble de la rue Jean-Nicot, siège de la régie autonome des pétroles, aidé par un grand contrat pour la construction des bases de l'OTAN, lauréat de nombreux concours, il est à la tête d'une des plus grandes agences des Trente Glorieuses, avec plus de 600 réalisations à son actif. Le nombre d'affaires de tout genre enregistrées par l'agence dépasse le numéro étonnant de 1 500. Dans les années cinquante, une époque où les architectes français construisent encore assez peu à l'étranger, il réalise l'aérogare d'Accra puis l'ambassade de France à Phnom-Penh. Entre 1960 et 1962, il construit la Présidence de la République de Côte d'Ivoire. Le siège de la Royale Belge, réalisé en 1967 à Bruxelles avec René Stapels, est son œuvre majeure à l'étranger.
Il collabore à la construction de plusieurs centrales nucléaires, le radôme de la centrale de Chinon dont la photo sera reprise de très nombreuses fois pour illustrer le dynamisme de la Ve République.
En 1967, il est nommé architecte en chef du programme d'urbanisme Nouveau Créteil, à la suite de Jean Fayeton. Il dessine notamment les plans de l'Hôtel de ville (1972) et du centre hospitalier (1977). Ses associés sont, à partir de 1970, Jean-Pierre Dacbert, Michel Stenzel, Jean-Claude Moreau puis Olivier Dufau. Il réalise par ailleurs un très grand nombre de sièges sociaux et de tours dans le quartier de la Défense.

### Un architecte engagé
Pierre Dufau est un architecte engagé. Grand Massier de l'École des beaux-arts de Paris de 1936 à 1938, président de la fédération des étudiants de Paris en 38-39, il participe à l'élaboration de la loi Jean Zay sur la profession d'architecte dont il regrette qu'elle soit dénaturée par le gouvernement de Vichy. Celui-ci crée un Ordre des architectes qu'il combat souvent. De nombreux articles expliquent à la Libération les règles à promouvoir pour le logement social et l'élimination des taudis, travail  qui le conduit à créer au Plessis-Trévise la cité d'urgence demandée par l'abbé Pierre. Il est l'auteur de plusieurs livres polémiques sur l'architecture de son temps, notamment Non à l'uburbanisme paru chez Flammarion en 1964 qui stigmatise les réglementations selon lui paralysantes qui génèrent une architecture débilitante et justement critiquée.
Pierre Dufau a défendu l'idée que l'architecte doit garder la plénitude de ses attributions, en privilégiant des « missions complètes », où l'architecte s'occupe d'un projet de la conception jusqu'à la réalisation, alors que les lois de Giscard d'Estaing sur le coût d'objectif et la tarification des missions nouvellement définies suggéraient à beaucoup d'architectes de se contenter des phases de conceptions (APS et APD, avant projet simplifié et détaillé). Il insiste sur la nécessité pour les architectes d'assurer le suivi des chantiers et de contrôler la technique. Il crée, avec l'OTAB, son propre bureau d'études.
Il pense qu'il appartient aux architectes d'associer les autres intervenants de la construction à la recherche de la meilleure architecture. Il crée en 1951 avec l'architecte Pierre Sonrel, Auguste Perret étant président fondateur et Walter Gropius et Wright membres d'honneur, le Cercle d'Études Architecturales pour rassembler des hommes de différentes disciplines autour d'une idée élevée de l'architecture. Dix huit ingénieurs des Ponts et chaussée rejoindront rapidement cette association, ainsi que des journalistes et des hommes politiques.

### Architecte urbaniste
Il est non seulement architecte mais aussi urbaniste. Il a reconstruit une ville ancienne (Amiens)  et construit une ville nouvelle (Créteil). Il est non seulement architecte pour la demande privée mais aussi Architecte en Chef des Bâtiments nationaux (nommé le 1er janvier 1967) et sera le concepteur de toutes les sortes de bâtiments publics : mairies, préfecture, palais présidentiel, ambassade, aérogare, abattoirs, caserne, palais des sports, hôpitaux, ministères, laboratoires, station de métro (Charles de Gaulle - Étoile) en émaux de Briare, pont (pont de Puteaux), etc. Son œuvre privée couvre l'ensemble des types de bâtiments possibles : logement social, logement de luxe, bureaux, usines, maisons particulières, maisons de campagne, restauration de patrimoine historique, hôtels, institut de thalasso-thérapie etc.
Il insiste constamment pour que la décoration soit intégrée dans les immeubles construits faisant travailler de nombreux artistes, peintres, sculpteurs et décorateurs. Devant l'immeuble de la rue Nelaton, actuellement Ministère de l'Intérieur et siège des grands services de la police nationale, il crée une fontaine, due à René Collamarini, qui est l'une des très rares construites à Paris intra-muros dans la seconde partie du XXe siècle. Il soigne la liaison avec les jardins et les pièces d'eau, comme en témoigne l'hôtel de ville de Créteil entouré d'une place en marbre figurant un effet de vagues ou le siège d'Axa (ex-Royale Belge) à Bruxelles, intégré dans un paysage de lac et de verdure ou encore la Préfecture de Bordeaux qu'il fait border d'une pièce d'eau.
Il donne beaucoup de temps aux institutions professionnelles qu'il considérait comme indispensables comme la Mutuelle des Architectes Français dont il dirige en particulier l'informatisation. Il participe, parfois jusqu'à la fin de sa vie à différentes instances nationale, Commission du Plan, Académie d'architecture ou internationale  comme le Cercle d'études architecturales.

## Distinctions honorifiques et décorations
- 1937 : diplôme d'honneur de l'exposition de 1937 ; Médaille d'argent de l'Académie d'art régional ;
- 1938 : premier second grand prix de Rome ;
- 1954 : chevalier de l'Ordre Royal de Saha Metrei du Cambodge ;
- 1957 : diplôme d'architecture de la Biennale de Milan ;
- 1959 : médaille d'or de la Société d'encouragement à l'art et à l'industrie ;
- 1960 : prix de la biennale de Venise pour le Centre des pilotes d'essai à Istres ;
- 1961 : officier de l'Ordre national du mérite de la République de Côte d’Ivoire ;
- 1962 : officier de la Légion d'honneur ;
- 1977 : grande médaille de vermeil de l'Académie d'architecture ;
- 1982 : diplôme du plus bel ouvrage de la construction métallique pour la centrale nucléaire de Paluel.

## Principales réalisations

Pullman Montparnasse, construit en tant que Sheraton (1974)

Les dates indiquées correspondent à l'achèvement des chantiers.
- 1937 : pavillon de la Picardie à l'Exposition internationale de Paris.
- 1940-1961 : établissement du plan de reconstruction d'Amiens.
- 1947 : reconstruction de la gare d'Amiens Saint-Roch.
- 1952 : bases aériennes de l’USAFE (en association) à Chaumont-Semoutiers, Brienne-le-Château, Toul-Rosières, etc.
- 1952 : siège de Louis Dreyfus, rue Rabelais (8e arrondissement de Paris).
- 1953 : cité scolaire d'Amiens.
- 1957 : halles d'Amiens.
- 1958 : Institut français du Pétrole, Rueil-Malmaison.
- 1958 : cité scolaire de Nevers.
- 1959 : grand ensemble d'Empalot, à Toulouse.
- 1960 : palais des sports de la porte de Versailles (15e arrondissement de Paris).
- 1961 : ambassade de France à Phnom Penh (Cambodge).
- 1962 : Palais de la Présidence de Côte d'Ivoire à Abidjan.
- 1962 : rénovation urbaine de l'ilot du Vel d'Hiv (15e arrondissement de Paris).
- 1962 : Aménagement du bas-parvis de la cathédrale d'Amiens.
- 1963 : immeuble de bureaux pour Time-Life, avenue Matignon (8e arrondissement de Paris)
- 1963 : centrale nucléaire de Chinon (avec Jean Démaret).
- 1966 : rénovation urbaine de l'ilot Sautter-Harlé (15e arrondissement de Paris).
- 1968-1977 : mission d'urbaniste et d'architecte en chef du Nouveau Créteil.
- 1969 : aéroport d'Accra (Ghana).
- 1970 : Gare Charles de Gaulle - Étoile du RER A (8e arrondissement de Paris).
- 1970 : Palais des spectacles, Saint-Étienne.
- 1970 : siège de la Royale Belge à Watermael-Boitsfort (Belgique) (avec René Stapels).
- 1970 : siège de la banque Rothschild, rue Lafitte (9e arrondissement de Paris) (avec Max Abramovitz).
- 1972 : Tour Septentrion, La Défense, Courbevoie1974 : Tour UAP, La Défense, Courbevoie.
- 1974 : hôtel de ville de Créteil.
- 1975 : reconstruction du drugstore Publicis, avenue des Champs-Élysées (8e arrondissement de Paris).
- 1976 : Transformation de la Maison dorée en siège de la BNP, boulevard des Italiens (9e arrondissement de Paris).
- 1976 : Immeuble de bureaux pour Louis Dreyfus, porte Maillot (16e arrondissement de Paris).
- 1976 : Rénovation urbaine de l'ilot Vandamme (14e arrondissement de Paris).
- 1977 : siège social de la Snecma, boulevard Victor (15e arrondissement de Paris).
- 1978 : préfecture de la Gironde, Bordeaux.
- 1978 : centrale nucléaire de Fessenheim.
- 1980 : pont de Puteaux, Hauts-de-Seine.
- 1986 : centrale nucléaire de Paluel (Seine-Maritime).

## Principaux ouvrages de l'architecte
- La France d’aujourd’hui : la profession d’architecte éd. Hatier, 1958-1964-1968
- Non à l’uburbanisme, éd. Flammarion, 1964 (coll. « Le  Meilleur des Mondes »)
- (avec Albert Laprade), Pour ou contre la démolition de Paris, éd. Berger-Levrault, 1967
- Paris et la Province : L’urbanisation et le sens commun éd. La Table  ronde, 1968
- (avec Yves Cazeaux), Programme et prospective dans la construction, éd. Berger-Levrault, 1969 (coll. « L’Administration nouvelle »).
- Un architecte qui voulait être architecte. Mémoires édités à titre posthume par Londreys, 1989